# Đại học Nottingham
Đại học Nottingham (tên tiếng Anh: The University of Nottingham) là một trường đại học nghiên cứu ở thành phố Nottingham, Vương quốc Liên hiệp Anh và Bắc Ireland. Đây là một thành viên của Russell Group và Universitas 21, một hệ thống các trường đại học có lĩnh vực nghiên cứu hàng đầu quốc tế.
Năm 2005, trường có hơn 32.000 sinh viên đăng ký, với hơn 10 người nộp đơn cho mỗi chỗ. Con số này bao gồm 4000 sinh viên quốc tế đến từ hơn 100 quốc gia. Hiệu trưởng và chủ tịch của trường là giáo sư Fujia Yang, phó hiệu trưởng là Sir Colin Campbell.
Các báo chí Anh thường xếp Đại học Nottingham trong số top 10 trường đại học hàng đầu Anh Quốc. Năm 2006, trường giành được giải thưởng Times Higher Education UK University of the Year Award.
Trường nổi tiếng với 3 ngành học chính là Luật, Kinh tế và Y dược.

## Các khu trường sở
Trường có 3 cơ sở tại Nottingham là University Park, Jubilee Campus và Sutton Bonnington. Ngoài ra trường cũng hợp tác để xây dựng campus của trường tại Ninh Bá, Trung Quốc và tại Malaysia.

## Trường đại học danh tiếng
Năm 2006, đại học Nottingham được xếp vào top 75 thế giới và top 10 tại Anh do tạp chí Newsweek bình chọn. Ngoài ra trường cũng xếp thứ 85 trong bảng xếp hạng của tạp chí The Times, đồng thời nhận được giải thưởng Trường đại học của năm dành cho trường đại học Anh có những thành tích xuất sắc. Năm 2007, trường được xếp hạng 70 thế giới trong bảng xếp hạng của The Times.

## Các ngành học của trường
Trường có tổng cộng 45 ngành học:
- Các ngành về nghệ thuật:
  - Văn hóa Hoa Kỳ và Canada
  - Khảo cổ
  - Lịch sử hội họa
  - Văn học Hy Lạp và La Mã
  - Văn hóa Anh
  - Phim và Truyền hình
  - Văn hóa Pháp
  - Văn hóa Đức
  - Văn hóa Latin
  - Lịch sử
  - Nhân văn
  - Ngôn ngữ và văn hóa mới
  - Âm nhạc
  - Triết học
  - Văn hóa Nga và Slav
  - Thần học và tôn giáo
- Các ngành về kỹ thuật:
  - Nhập môn kỹ thuật
  - Hóa học và khoa học môi trường
  - Xây dựng công trình dân dụng
  - Điện và điện tử
  - Cơ khí,vật liệu và sản xuất
- Các ngành về kinh tế,luật và khoa học xã hội:
  - Môi trường học
  - Kinh tế học
  - Văn hóa Trung Quốc đương thời
  - Kinh doanh
  - Giáo dục
  - Địa lý
  - Luật
  - Chính trị và quan hệ quốc tế
  - Xã hội học và chính sách xã hội
- Các ngành về y dược và khoa học sức khỏe:
  - Công nghệ sinh học
  - Hóa dược
  - Y học
  - Phụ sản
  - Y tá
  - Vật lý trị liệu
  - Thú y
- Các ngành về khoa học:
  - Sinh học
  - Hóa dược
  - Sinh vật học
  - Hóa học
  - Khoa học máy tính
  - Toán học
  - Dược
  - Vật lý và khoa học vũ trụ
  - Tâm lý học
  - Thú y

## Những người nổi tiếng

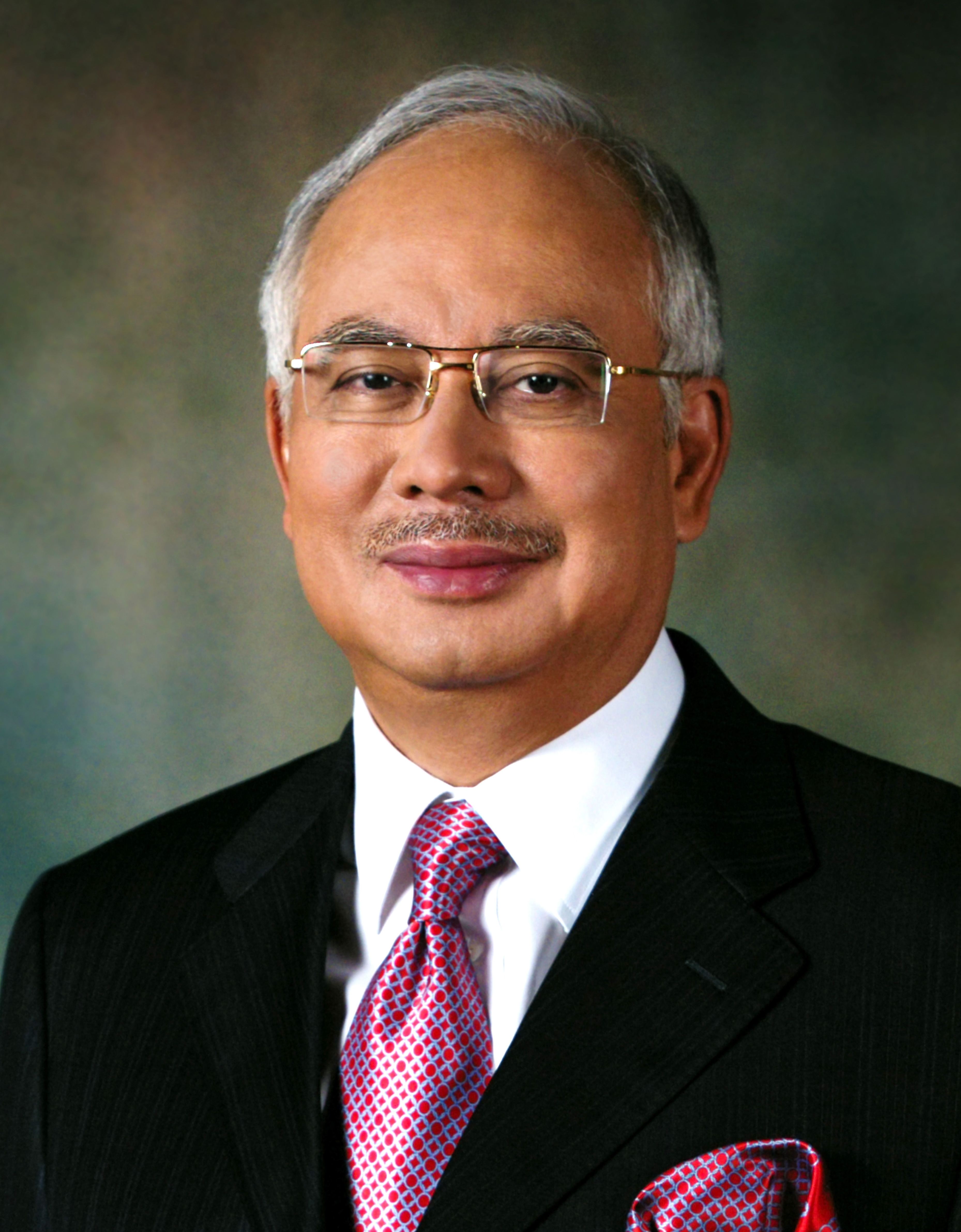
Najib Razak, Thủ tướng Malaysia
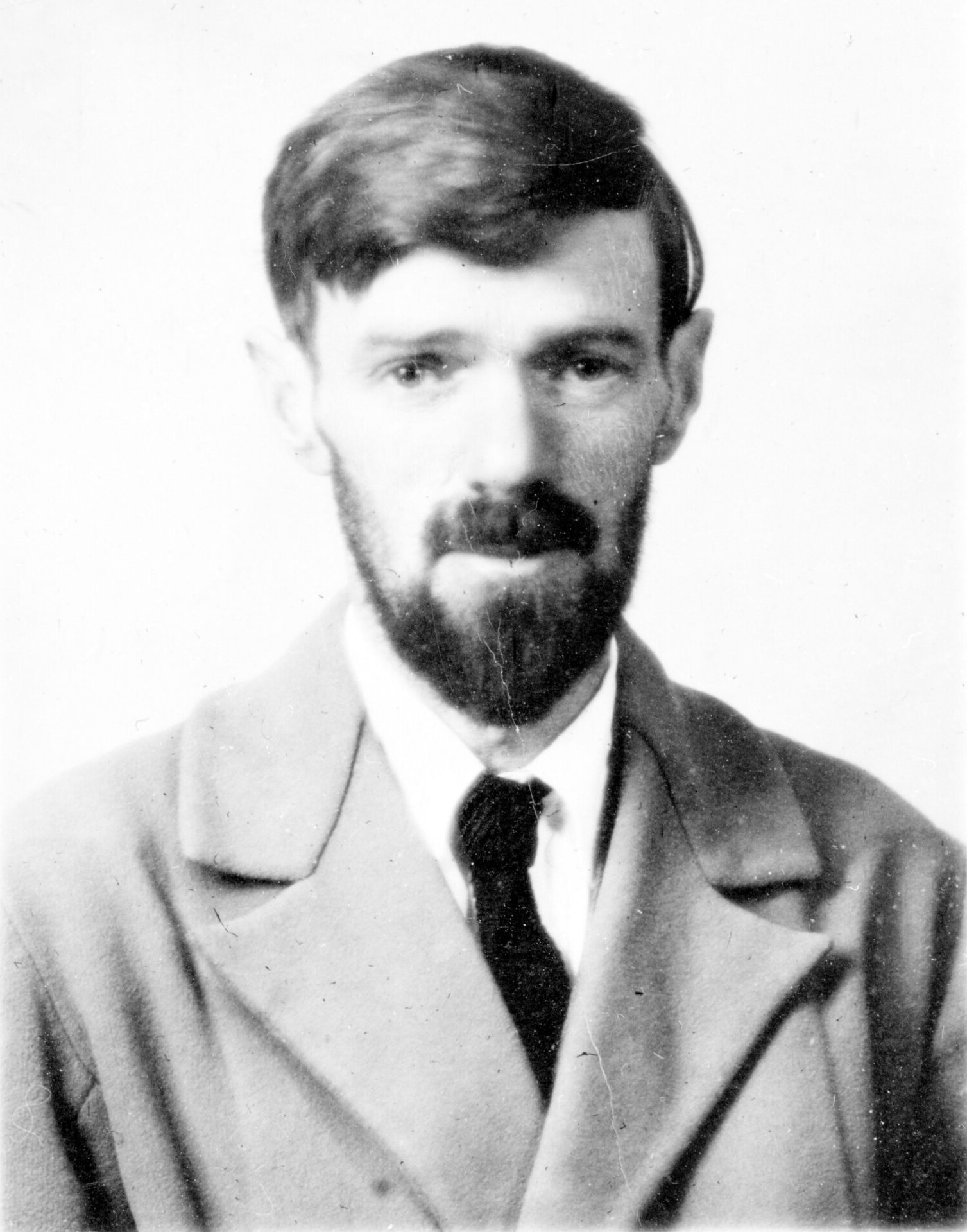
D.H. Lawrence, tiểu thuyết gia
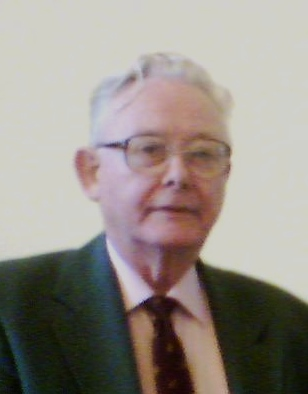
Peter Mansfield, nhà vật lý học đoạt giải Nobel Sinh lý học và Y khoa năm 2003
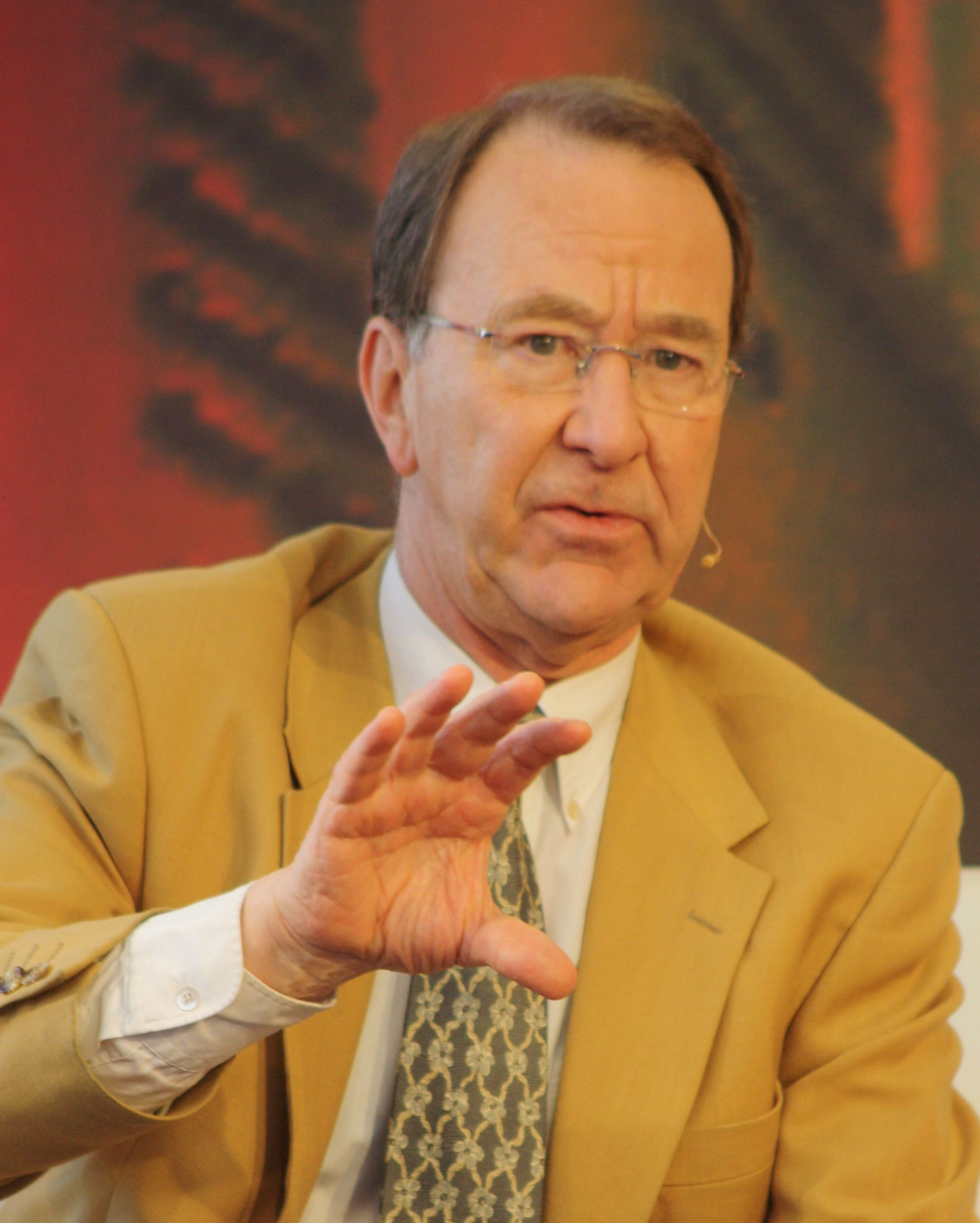
Ian Kershaw, nhà lịch sử học, một trong những chuyên gia hàng đầu thế giới về Adolf Hitler và Reich thứ ba
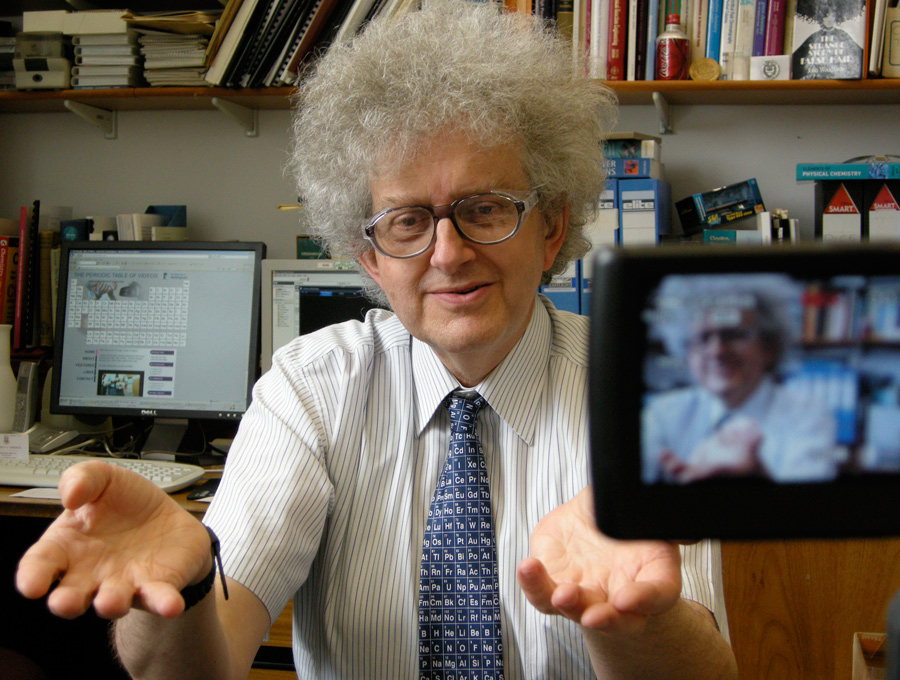
Martyn Poliakoff, Giáo sư nghiên cứu hóa học
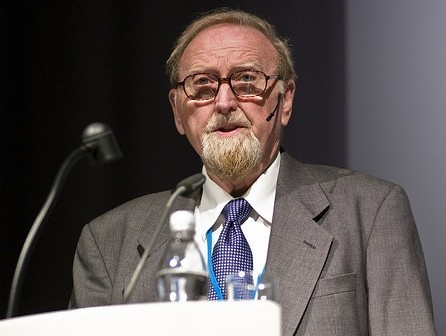
Clive Granger, nhà kinh tế học đoạt giải Nobel kinh tế năm 2003